# École nationale supérieure d'informatique pour l'industrie et l'entreprise
La École nationale supérieure d'informatique pour l'industrie et l'entreprise (Escuela nacional superior de informática para la industria y la empresa, también conocida como ENSIIE) es una escuela de ingenieros de Francia. 
Está ubicado en Évry y Estrasburgo, campus Universidad Paris-Saclay (miembro asociado). También es miembro de la conferencia de grandes écoles. Forma principalmente ingenieros informáticos de muy alto nivel, destinados principalmente para el empleo en las empresas.

## Diplomado ENSIIE
En Francia, para llegar a ser ingeniero, se puede seguir la fórmula "dos más tres", que está compuesta de dos años de estudio de alto nivel científico (las clases preparatorias) y tres años científico-técnicos en una de las Grandes Ecoles de ingenieros. El acceso a éstas se realiza, al final de las clases preparatorias, a través de un concurso muy selectivo. 
- Master Ingénieur ENSIIE
- Maestría

## Tesis doctoralENSIIE
Laboratorio y Doctorados de investigación
- Matemáticas y Modelado
- Red de computadoras
- Informática, Biología y Sistemas Complejos[3]